# موكسفيل
موكسفيل (بالإنجليزية: Mocksville)‏ هي مدينة أمريكية ومركز مقاطعة دافي في ولاية كارولاينا الشمالية في الولايات المتحدة الأمريكية.

## أعلام
- ويليام إيمرسون بروك
- جو جيبس
- جاي د. جيبس
- ويد ووكر